# 沐朝弼
沐朝弼（？—1577年），黔宁王沐英七世孙，祖籍河南定遠（今安徽），明朝政治人物。

## 生平
沐朝辅之弟，沐绍勋之子。嘉靖二十六年（1547年）六月，沐朝辅卒，沐朝辅四岁的儿子沐融嗣黔國公。但是因为沐融年幼，沐朝弼被明世宗任命为都督佥事，代替侄子镇守云南。嘉靖二十八年（1549年）六月沐融卒，年仅六岁，其弟沐鞏继承黔國公爵位。沐朝弼不愿交权，与寡嫂幼侄关系紧张，沐绍勋之妻李氏请求皇帝送沐鞏和其母陈氏（1525年—1588年）到北京居住，沐鞏没有动身，就暴病夭折，沐朝弼于嘉靖三十三年（1554年）三月癸丑得以袭爵。嘉靖三十年（1551年），元江府土舍那鑒叛明。沐朝弼與都御史石簡討伐，分五軍攻城。城克之前，因为瘴气發作還兵。石簡被罷免，沐朝弼將再出師。那鑒害怕，服毒藥而死，嘉靖四十四年（1565年）沐朝弼討擒叛蠻阿方李向陽。隆慶初年，沐朝弼平武定州鳳繼祖。沐朝弼驕纵，事母李氏不如禮，奸污嫂嫂陈氏，奪兄田宅，藏匿罪人蔣旭，用調兵火符遣人到京師刺探朝廷情况。隆庆三年（1569年）明穆宗罷沐朝弼的爵位，以其子沐昌祚嗣位，給半祿。沐朝弼怏怏不快，更加放縱。隆庆五年（1571年）因为安葬母亲至南京，都御史請朝廷留下他。明穆宗允許他回到云南，不让他参与云南的政事。沐朝弼以为是儿子不让他掌权，回到云南后计划殺死沐昌祚。云南巡抚巡按上奏弹劾，併揭發他殺人通番等不法之事，逮捕到詔獄論死。因为祖先和他自己的功劳，禁錮在南京，万历五年（1577年）沐朝弼卒。沐昌祚奏请下，明神宗恢复了沐朝弼的爵位。